# Boekverbranding

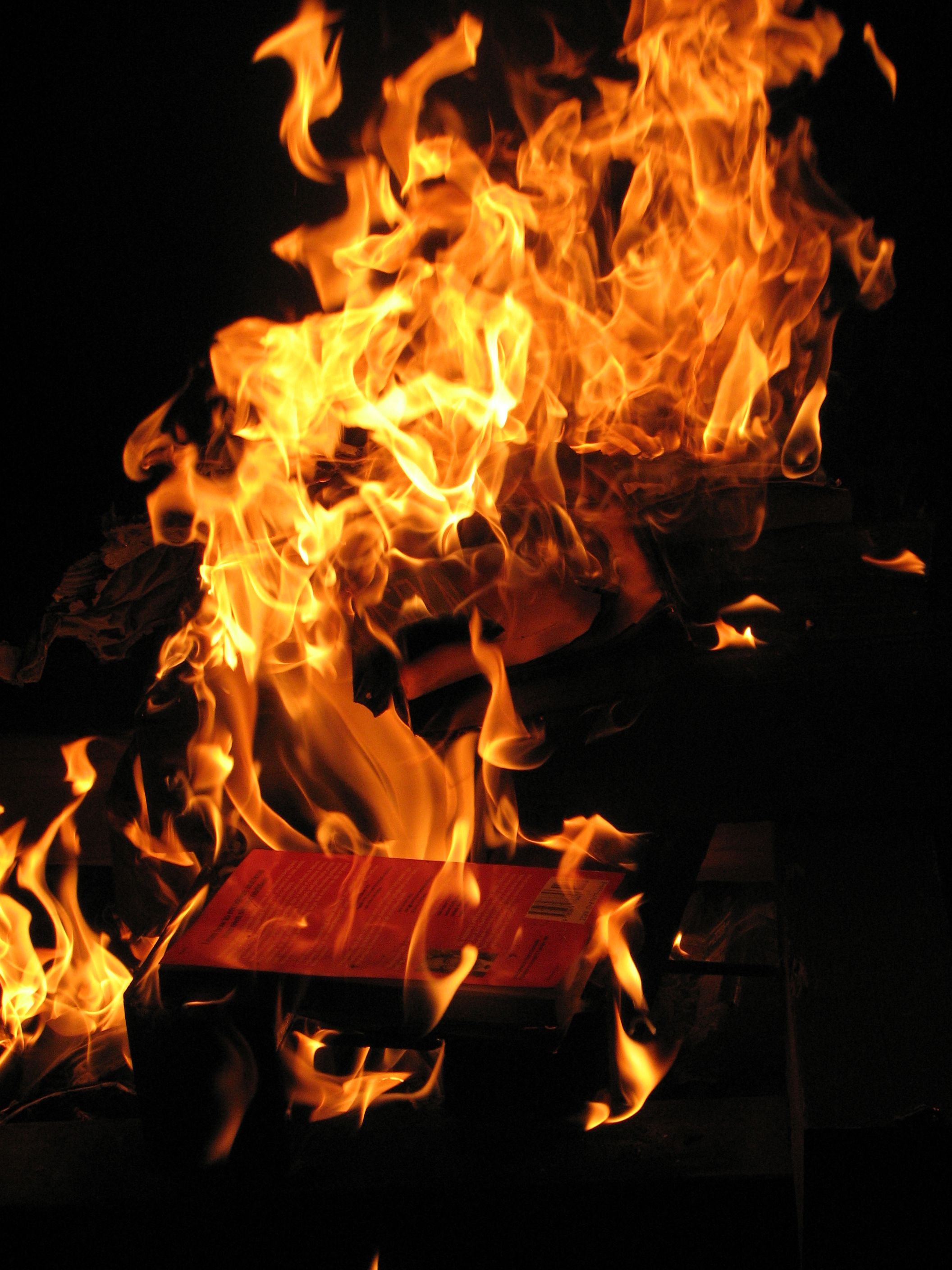
Boekverbranding

Boekverbranding, biblioclasme of libricide is een verschijnsel van alle tijden, waarbij de verbranders onwelgevallige boeken, geschreven teksten en mediadragers meestal publiekelijk en ritueel verbranden. Motieven voor boekverbranding zijn op moreel, religieus of politiek en hebben als doel een alomvattende censuur te ondersteunen of een symbolische daad van afkeer te verrichten. 

## Symbolische boekverbranding
Om een bevolkingsgroep die met een bepaald boek of boeken geassocieerd aan te vallen, worden een of meer boeken openbaar verbrand. Het betreft boeken met een bijzondere symbolische betekenis.
Als protest kunnen in principe ook grotere hoeveelheden boeken verbrand worden, waarbij vaak de inhoud niet van groot belang is.

## Grootschalige boekverbranding
In het kader van een brede censuur worden boeken in grote hoeveelheden verbrand. Het gaat erom alle boeken van een bepaald karakter te vernietigen. Meestal gaat het om boeken van een bevolkingsgroep of volk of die in een ongewenste taal geschreven zijn. Vaak betreft het complete archieven of bibliotheken.

## Verbranding van heilige boeken

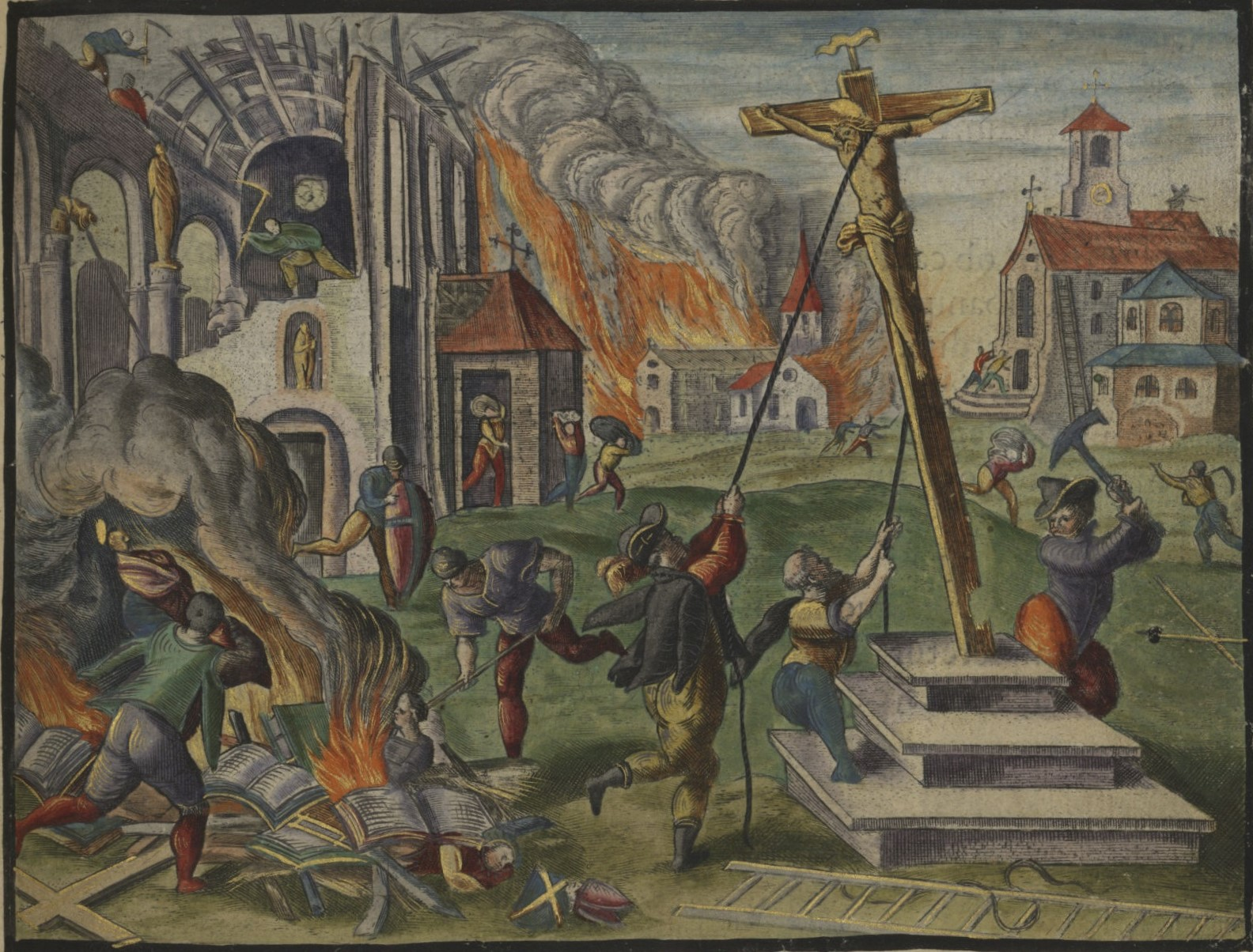
Boekverbranding door protestanten (Richard Verstegen, 1587)

De boekverbrandingen met de grootste symbolische betekenis zijn die waarbij heilige schriften van een godsdienst of denominatie verbrand worden. In verschillende landen is het verbranden van heilige schriften daarom expliciet verboden.

### Voorbeelden
- In 1242 werden er op bevel van Lodewijk IX van Frankrijk, ook bekend als Lodewijk de Heilige, vele exemplaren van de Talmoed verbrand in Parijs.
- In 1553 veroordeelde de paus de Talmoed als een godslasterlijk boek en een maand later werd in Rome een enorme berg joodse boeken verbrand.
- Het kerkgenootschap Dove World Outreach Center in de Amerikaanse staat Florida was van plan om op 11 september 2010 korans te verbranden als een herdenking van 9/11. Het gemeentebestuur had de actie verboden, omdat het openbaar in brand steken van boeken in het plaatsje Gainesville niet is toegestaan. De kerk zag uiteindelijk van de verbranding af. In 2011 besloot de predikant, Terry Jones, toch een exemplaar te verbranden. Als reactie hierop werd een paar dagen later in Mazar-e Sharif in Afghanistan een VN-gebouw aangevallen. Hierbij kwamen 12 mensen om het leven.[1]
- In meerdere Afrikaanse en Aziatische landen (bijv. Kameroen, Nigeria, Ethiopië, Pakistan en India) werden ook in de 21ste eeuw niet zelden christelijke kerken afgebrand met de zich daarin bevindende bijbels.
- Tijdens een razzia bij een niet-geregistreerde christelijke gemeente in Nanjang in China werd in 2018 melding gemaakt van een bijbelverbranding, die echter door het gemeentebestuur ontkend werd.[2] Het bericht zorgde voor veel ophef in de Verenigde Staten.
- De Zweeds-Deense politicus Rasmus Paludan heeft in 2022 en 2023 verschillende malen in de openbaarheid een Koran verbrand. Op 21 januari 2023 deed hij dit tegenover de Turkse ambassade in Stockholm, na een uitnodiging door een journalist mit connecties naar Rusland. Het gevolg waren toenemende politieke spanningen in samenhang met het geplande NAVO-lidmaatschap van Zweden.

## Voorbeelden

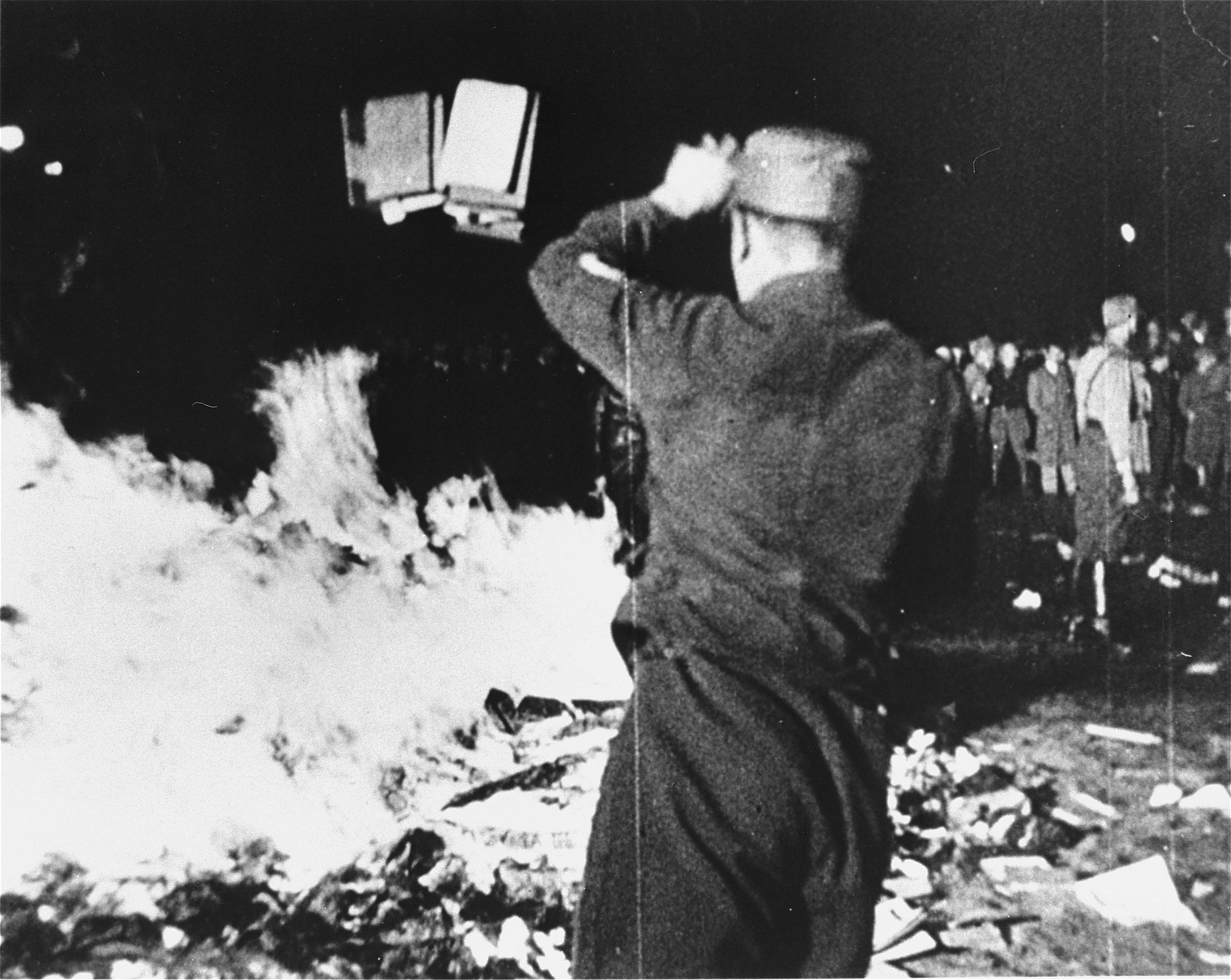
Verbranding van 'niet-nazistische' boeken in Berlijn, 10 mei 1933

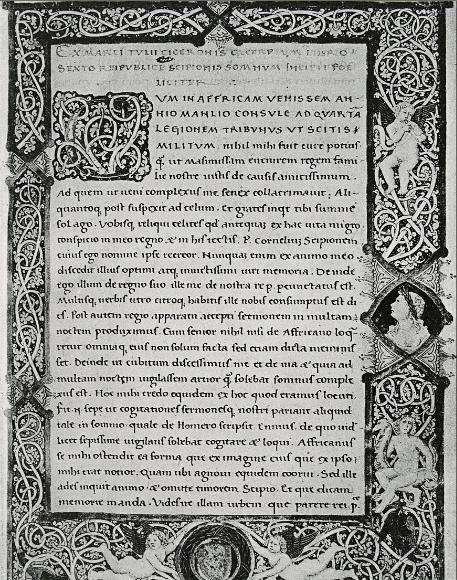
Werk van Macrobius, ca. 1470. Verbrand door de Duitsers bij de geplande verwoesting van Warschau, 1944

- Boekverbranding en geleerdenbegraving (213 en 210 v.Chr.): Qin Shi Huangdi, de eerste keizer van het verenigde China, liet boeken en geschriften van vorige regimes verbranden om zijn regering te legitimeren. Hij zou bovendien zo'n 460 geleerden levend hebben laten begraven. Of dat zo gebeurd is, wordt tegenwoordig betwijfeld.
- De boeken van Arius en zijn navolgers, na het Concilie van Nicaea (325 n.Chr.) vanwege ketterij.
- In 392 werden de klassieke boekrollen uit het Serapeum en de Bibliotheek van Alexandrië door groepen christelijke monniken verbrand.
- In 1233 werd het boek van Maimonides verbrand in Montpellier.
- Na de Spaanse verovering van Granada in 1492 laat kardinaal Cisneros vele wetenschappelijke geschriften van de Moren verbranden.
- Boeken van Luther werden verbrand op bevel van de toenmalige paus. Luther ging in tegen het gezag van de paus en zou dus ook 'tegen Gods wil' ingaan. In de Nederlanden begonnen de verbrandingen in 1520-1521 op initiatief van Girolamo Aleandro (in Leuven, Antwerpen en Gent).
- Na de Spaanse verovering van Mexico werden vele inheemse codices van de Precolumbiaanse cultuur verbrand door Spaanse missionarissen. Bekend in deze context is vooral Diego de Landa. Zijn tijdgenoot Juan de Zumárraga, benoemd in het Allerheiligste Officie van de Inquisitie, deed hetzelfde met de boeken van de Azteken. Deze inquisiteur liet de nationale archieven van Anahuac op de markt van Tlaltelolco publiekelijk verbranden. De brand duurde een aantal dagen en nachten lang.
- In 1526 staken Ottomaanse soldaten onder leiding van sultan Suleiman II in Boeda de Bibliotheca Corviniana in brand. Deze bibliotheek, die in 1471 gesticht was door koning Matthias Corvinus, was een van de parels aan de Hongaarse kroon. Het was een poging om de cultuur van het veroverde volk uit te wissen.
- In 1806 legden de nakomelingen van Suleiman de Fatimid Bibliotheek in Caïro in de as. De bibliotheek bevatte ruim 100.000 zeldzame boekwerken.
- In 1817 verbrandden Duitse studenten onwelgevallige boeken en voorwerpen die in verband werden gebracht met de Duitse verdeeldheid en de napoleontische bezetting op het Eerste Wartburgfest; overigens was dit wat de boeken betrof, een symbolische verbranding waarbij "Makulaturballen" (gebruikte exemplaren en onbruikbare misdrukken) het moesten ontgelden.
- In de jaren voorafgaand aan de Tweede Wereldoorlog moesten in Nazi-Duitsland alle boeken die niet aan de eisen van de Cultuurkamer voldeden, verbrand worden. Dit gebeurde onder andere op 10 mei 1933 in Berlijn op de Opernplatz. In 21 andere Duitse steden werden die dag, en ook op andere dagen, eveneens boeken verbrand. Het ging om boeken van onder anderen Thomas Mann, Erich Maria Remarque, Franz Kafka, Karl Marx en H.G. Wells. In Duitsland bevinden zich meerdere monumenten ter nagedachtenis aan de boekenverbrandingen, waaronder één in de vorm van lege boekenkasten in Berlijn.
- Op gerechtelijk bevel werden in de Verenigde Staten vele boeken van Wilhelm Reich verbrand in 1956.
- Op 1 juni 1981 staken Singalese politieagenten de openbare bibliotheek van Jaffna in brand, om het verleden van de Tamils te treffen. Van de ruim 95.000 boeken en manuscripten mocht niet een uit de vlammen worden gered.[bron?] Onder de verloren werken waren het originele exemplaar van de Yalpana Vaipavamalai (een geschiedenis van Jaffna), verluchte edities van de Ramayana, vroegkoloniale verslagen van Ceylon en commentaren op de Tolkappiyam (de oudste Tamil grammatica).
- Het boek De Duivelsverzen (1988) van Salman Rushdie werd wereldwijd door islamisten verbrand na een fatwa van ayatollah Khomeini (geestelijk leider van Iran), wat ook inhield dat Rushdie en zijn helpers vermoord dienden te worden.
- Generaal Pinochet liet na de militaire staatsgreep uit alle bibliotheken van Chili het boek Don Quichot van Cervantes verwijderen en vernietigen. Hij meende in de roman een reden van burgerlijke ongehoorzaamheid te zien. Ook het boekje Para leer al Pato Donald, een kritische beschouwing over Disney-strips, trof dit lot.
- Harry Potter-boeken van de schrijfster J.K. Rowling werden verbrand door Amerikaanse christenen die de boeken als satanisch beschouwden.

## Heine's uitspraak over boekverbranding
De 19e-eeuwse Duitse dichter Heinrich Heine heeft in 1820 in zijn werk Almansor de beroemd geworden uitspraak gedaan dat "wo man Bücher verbrennt, verbrennt man auch am Ende Menschen" ("Waar men boeken verbrandt, zal men uiteindelijk ook mensen verbranden").

## Voetnoten
1. ↑  (en) Nordland, Rod, Afghans avenge Florida koran burning, killing 12. The New York Times (1 april 2011). Geraadpleegd op 4 februari 2023.
2. ↑  (en) Bodeen, Christopher, Group: Officials destroyin crosses, burning bibles in China. AP News (10 september 2018). Gearchiveerd op 4 februari 2023. Geraadpleegd op 4 februari 2023.